# B'z The "Mixture"
B'z The "Mixture" é a quinta coletânea da banda japonesa de hard rock B'z, lançada em 23 de fevereiro de 2000 pela Berg Label. Vendeu 1.499.810 cópias no total, chegando à 1ª colocação da Oricon.
O álbum possui remixes de alguns hits da banda.

## Faixas
1. "Dakara Sono Te Wo Hanashite -Mixture Style- (だからその手を離して -Mixture style-)"
2. "You&I" -Mixture mix-
3. "Oh! Girl" -Mixture style-
4. "Never Let You Go" -Mixture style-
5. "Joy" -Mixture mix-
6. "Ima de wa...Ima nara...Ima mo..." -Mixture style- (今では...今なら...今も... -Mixture style-)
7. "Kodoku No Runaway" -Mixture Stlye- (孤独のRunaway -Mixture style-)
8. "Move"
9. "Tokyo" -Mixture Mix- (東京 -Mixture mix-)
10. "Hole In My Heart" -Mixture Mix-
11. "Kara Kara" -Mixture Mix-
12. "Fushidara100%"
13. "Biribiri" -Mixture Mix- (ビリビリ -Mixture mix-)
14. "Hi"
15. "The Wild Wind"
16. "Anata Nara Kamawanai" (あなたならかまわない)